# 사빠땃쥐
사빠땃쥐(Crocidura sapaensis)는 땃쥐과에 속하는 포유류의 일종이다. 베트남 북부 지역에서 발견되는 흰이땃쥐류이다. 2013년에 처음 기재되었고, 학명과 통용명은 이 땃쥐가 발견된 사빠 현 지명에서 유래했다.

## 특징
사빠땃쥐는 하이난섬땃쥐 (Crocidura wuchihensis)를 아주 많이 닮았고, 유전자 분석을 통해 2013년에 발견된 유일한 종이었다. 분석 결과에 의하면 사빠땃쥐와 가장 가까운 종은 인도차이나땃쥐 (Crocidura indochinensis)지만, 형태학적으로는 두 종이 구별된다. 하이난섬땃쥐와 사빠땃쥐는 유사한 생태적 지위를 차지하고 있기 때문에 수렴 진화를 한 것으로 추정하고 있다.
사빠땃쥐는 비교적 긴 꼬리를 가진 작은 따위이다. 몸길이는 50~65cm 이고, 꼬리 길이는 37~47cm 정도이다. 짙은 회색-갈색의 짧은 털을 갖고 있다. 꼬리 색깔도 비슷하며 아랫배 쪽은 좀더 연한 색을 띤다. 사빠땃쥐와 하이난섬땃쥐 사이의 가장 현저한 형태학적 차이는 아래턱의 세번째 어금니 구조이다.

## 분포 및 서식지
사빠땃쥐는 호앙리엔 국립공원 짬톤 역 근처의 다양한 종류의 서식지에서 발견된다. 서식지는 대형 수목과 상록수 혼합림, 개간지, 풀이 무성한 오솔길과 나무가 우거진 개울 둑을 포함한 일차림이다. 약간 교란된 혼합림에서 가장 흔하게 서식하며, 해발 1,930~2,200m 사이의 높이에서 발견된다.

## 생태
연중 암컷 보다는 수컷이 더 자주 발견된다. 임신한 암컷은 5월과 6월 사이에 발견되며, 한 번에 보통 세 마리의 새끼를 낳는다.